# Championnat d'Azerbaïdjan de football 1994-1995
Navigation
Saison précédente Saison suivante
La saison 1994-1995 du Championnat d'Azerbaïdjan de football était la 4e édition de la première division en Azerbaïdjan. Appelée Top League, elle regroupe 13 clubs azéris regroupés en une poule unique où tous les clubs s'affrontent en matchs aller et retour. À la fin de la compétition, les trois derniers du classement sont relégués en deuxième division et sont remplacés par les 2 meilleurs clubs de seconde division.

Le Kapaz Gandja remporte le premier titre de champion d'Azerbaïdjan de son histoire en terminant en tête du classement, avec 2 points d'avance sur le tenant du titre, le PFK Turan Tovuz et 4 sur le FK Neftchi Bakou.

## Les 13 clubs participants
| - FK Neftchi Bakou - Khazar Symgayit - Inshaatchi Bakou - Kur Mingechaur - Vilyash Masall - FK Khazar Lenkoran - PFK Turan Tovuz | - Nidzhat Mashtagi - Kapaz Gandja - FK Qarabag Agdam - Pambygchi Barda - Khazri Buzovna - Pambygchi Neftechala - Promu de D2 |

## Compétition
Le barème de points servant à établir le classement se décompose ainsi :
- Victoire : 2 points
- Match nul : 1 point
- Défaite : 0 point

### Classement
| Rang | Équipe                | Pts | J  | G  | N | P  | Bp | Bc | Diff |
| ---- | --------------------- | --- | -- | -- | - | -- | -- | -- | ---- |
| 1    | Kapaz Gandja          | 42  | 24 | 19 | 4 | 1  | 71 | 19 | +52  |
| 2    | PFK Turan Tovuz T     | 40  | 24 | 19 | 2 | 3  | 48 | 14 | +34  |
| 3    | FK Neftchi Bakou C    | 38  | 24 | 17 | 4 | 3  | 67 | 15 | +52  |
| 4    | FK Qarabag Agdam      | 32  | 24 | 13 | 6 | 5  | 42 | 31 | +11  |
| 5    | Kur Nur Mingechaur    | 28  | 24 | 13 | 2 | 9  | 40 | 24 | +16  |
| 6    | Vilyash Masally       | 28  | 24 | 12 | 4 | 8  | 37 | 26 | +11  |
| 7    | Khazri Buzovna        | 27  | 24 | 10 | 7 | 7  | 35 | 25 | +10  |
| 8    | Nidzhat Mashtagi      | 23  | 24 | 8  | 7 | 9  | 36 | 26 | +10  |
| 9    | Pambygchi Neftchala P | 19  | 24 | 7  | 5 | 12 | 30 | 52 | -22  |
| 10   | Pambygchi Barda       | 12  | 24 | 5  | 2 | 17 | 19 | 53 | -34  |
| 11   | Inshaatchi Bakou      | 11  | 24 | 4  | 3 | 17 | 20 | 50 | -30  |
| 12   | Khazar Sumgait        | 6   | 24 | 2  | 2 | 20 | 18 | 81 | -63  |
| 13   | FK Khazar Lenkoran    | 6   | 24 | 1  | 4 | 19 | 10 | 67 | -57  |

|  | Qualification pour la Coupe UEFA 1995-1996       |
|  | Qualification pour la Coupe des coupes 1995-1996 |
|  | Relégation directe en deuxième division          |

- Le FK Khazar Lenkoran déclare forfait après 12 rencontres, tous ses matchs restant à disputer sont déclarés perdu sur le score de 3 à 0.

## Bilan de la saison
| Championnat d'Azerbaïdjan de football 1994-1995 |                          |
| Champion                                        | Kapaz Gandja (1er titre) |
| Coupes et trophées                              |                          |
| Vainqueur de la Coupe d'Azerbaïdjan 1994-1995   | FK Neftchi Bakou         |
| Qualifications continentales                    |                          |
| Coupe des coupes 1995-1996                      | FK Neftchi Bakou         |
| Coupe UEFA 1995-1996                            | FK Gandja                |
| Promotions et relégations                       |                          |
| Promus en Top League                            | FK Shamkir               |
| Promus en Top League                            | MOIK Bakou               |
| Relégués en First League                        | Inshaatchi Bakou         |
| Relégués en First League                        | Khazar Sumgait           |
| Relégués en First League                        | FK Khazar Lenkoran       |